# محافظة ناخون فانوم
محافظة ناخون فانوم (بالتايلندية: นครพนม) و (بالإنجليزية: Nakhon Phanom)‏ هي واحدة من محافظات تايلاند الخمس والسبعين تجاور محافظة كالاسين ومحافظة روي إت ومحافظة سورين ومحافظة بوريرام ومحافظة خون كاين.

## التسمية
ناخون فانوم تعني مدينة الجبال تم إطلاق التسمية من قبل الملك راما الأول على هذه المحافظة.

## الجغرافيا
تقع محافظة العاصمة فانوم ناخون على ضفاف نهر مكيونغ الذي يقع في الجزء الشمال من المحافظة وتتميز المحافظة بوجود الحديقة الوطنية لانغ فو كا التي تغطي ما يقارب 50 كيلومتر مربعا من الغابات والتلال والتي يتوفر فيها شلالات الجبال التي تغطيها الغابات وتميزها بالحياة البرية المتنوعة.

## التاريخ
سيطرت مملكة أيوتايا علي المحافظة التي كان يسكنها شعب لاو كانت المحافظة مركزا للقوات الجوية الأمريكية خلال حرب فيتنام عبر قاعدة فانوم ناخون التابعة سلاح الجو الملكي التايلاندي.

## التقسيمات الادارية
تنقسم المحافظة إلى 12 مقاطعة رئيسية التي بدورها تنقسم إلى 97 بلدية و 1040 قرية
| 1. موانج ناخون فانوم 2. بلا باك 3. ثا يوثين 4. بان فانج 5. تات فانوم 6. رينو ناخون | 1. نا كاي 2. سي سونجارام 3. نا وا 4. فون صوان 5. نا ثوم 6. وانغ يانغ |

## الشعار
شعار المحافظة يظهر معبد بوذي تم تشيدة في 535 قبل الميلاد انهار المعبد في عام 1675 ميلادي وتم إعادة بناءة على نفس الطراز